# Méba-Mickaël Zézé
Méba-Mickaël Zézé (ur. 19 maja 1994 w Saint-Aubin-lès-Elbeuf) – francuski lekkoatleta specjalizujący się w biegach sprinterskich.
Zdobył dwa brązowe medale mistrzostw świata juniorów młodszych w 2011. Był członkiem francuskiej sztafety 4 × 100 metrów, która zwyciężyła w 2011 w europejskim festiwalu młodzieży.  Złoty medalista młodzieżowych mistrzostw Europy w biegu rozstawnym 4 x 100 metrów (2015). Rok później sięgnął w sztafecie po srebro europejskiego czempionatu w Amsterdamie.

## Osiągnięcia
| Rok  | Impreza                                    | Miejsce        | Konkurencja        | Pozycja    | Wynik   |
| ---- | ------------------------------------------ | -------------- | ------------------ | ---------- | ------- |
| 2011 | Mistrzostwa świata juniorów młodszych      | Lille          | bieg na 100 m      | 3. miejsce | 10,57   |
| 2011 | Mistrzostwa świata juniorów młodszych      | Lille          | bieg na 200 m      | 5. miejsce | 21,30   |
| 2011 | Mistrzostwa świata juniorów młodszych      | Lille          | sztafeta szwedzka  | 3. miejsce | 1:51,81 |
| 2011 | Letni olimpijski festiwal młodzieży Europy | Trabzon        | sztafeta 4 × 100 m | 1. miejsce | 40,90   |
| 2012 | Mistrzostwa świata juniorów                | Barcelona      | bieg na 200 m      | eliminacje | 21,36   |
| 2013 | Mistrzostwa Europy juniorów                | Rieti          | bieg na 200 m      | 6. miejsce | 21,22   |
| 2013 | Mistrzostwa Europy juniorów                | Rieti          | sztafeta 4 × 100 m | 4. miejsce | 40,07   |
| 2013 | Mistrzostwa świata                         | Moskwa         | sztafeta 4 × 100 m | eliminacje | 38,97   |
| 2013 | Igrzyska frankofońskie                     | Nicea          | bieg na 200 m      | 5. miejsce | 21,56   |
| 2013 | Igrzyska frankofońskie                     | Nicea          | sztafeta 4 × 100 m | 2. miejsce | 39,36   |
| 2015 | Młodzieżowe mistrzostwa Europy             | Tallinn        | sztafeta 4 × 100 m | 1. miejsce | 39,36   |
| 2016 | Mistrzostwa Europy                         | Amsterdam      | bieg na 200 m      | półfinał   | 20,81   |
| 2016 | Mistrzostwa Europy                         | Amsterdam      | sztafeta 4 × 100 m | 2. miejsce | 38,38   |
| 2016 | Igrzyska olimpijskie                       | Rio de Janeiro | sztafeta 4 × 100 m | eliminacje | 38,35   |
| 2017 | IAAF World Relays                          | Nassau         | sztafeta 4 × 100 m | 5. miejsce | 39,83   |
| 2017 | Superliga drużynowych mistrzostw Europy    | Lille          | bieg na 200 m      | 2. miejsce | 20,57   |
| 2017 | Superliga drużynowych mistrzostw Europy    | Lille          | sztafeta 4 × 100 m | 3. miejsce | 38,68   |
| 2017 | Mistrzostwa świata                         | Londyn         | sztafeta 4 × 100 m | 5. miejsce | 38,48   |
| 2018 | Igrzyska śródziemnomorskie                 | Tarragona      | bieg na 200 m      | 3. miejsce | 20,78   |
| 2018 | Mistrzostwa Europy                         | Berlin         | bieg na 200 m      | półfinał   | 20,49   |
| 2018 | Mistrzostwa Europy                         | Berlin         | sztafeta 4 × 100 m | 4. miejsce | 38,51   |
| 2019 | Mistrzostwa świata                         | Doha           | sztafeta 4 × 100 m | –          | DNF     |
| 2021 | World Athletics Relays                     | Chorzów        | sztafeta 4 × 100 m | eliminacje | 39,08   |
| 2022 | Mistrzostwa świata                         | Eugene         | sztafeta 4 × 100 m | –          | DQ      |
| 2022 | Mistrzostwa Europy                         | Monachium      | bieg na 100 m      | półfinał   | 10,21   |
| 2022 | Mistrzostwa Europy                         | Monachium      | bieg na 200 m      | półfinał   | 20,47   |
| 2022 | Mistrzostwa Europy                         | Monachium      | sztafeta 4 × 100 m | 2. miejsce | 37,94   |
| 2023 | Halowe mistrzostwa Europy                  | Stambuł        | bieg na 60 m       | półfinał   | 6,64    |
| 2024 | World Athletics Relays                     | Nassau         | sztafeta 4 × 100 m | 3. miejsce | 38,44   |

## Rekordy życiowe
- bieg na 60 metrów (hala) – 6,63 (18 lutego 2023, Aubière)
- bieg na 100 metrów – 9,99 (3 lipca 2022, La Chaux-de-Fonds)
- bieg na 200 metrów (stadion) – 19,97 (3 lipca 2022, La Chaux-de-Fonds)
- bieg na 200 metrów (hala) – 20,54 (28 lutego 2016, Aubière)